# Enrique Buenaventura Községi Színház
Az Enrique Buenaventura Községi Színház a kolumbiai Cali egyik színháza.

## Története
A 20. század elején az akkor még kisvárosnak számító Cali főterének nyugati oldalán állt a La Mascota nevű áruház, ahol bizonyos baráti társaságok nem csak üzleti témák, hanem szociológiai és kulturális társadalmi kérdések megvitatására is össze szoktak gyűlni. Egy alkalommal egy ilyen társaság megtudta, hogy egy spanyol színtársulat Panamavárosba látogat, majd dél-amerikai utat tervez, így elkezdtek gondolkodni azon, nem tudnák-e valahogy elérni, hogy a színészek Caliban is fellépjenek. A cali csoport egyik tagjának, Manuel María Buenaventurának jó ismerőse volt a panamai Tomás Arias, akinek még egy színháza is volt az ottani fővárosban. Rajta keresztül hamar pozitív választ kaptak, viszont mivel Caliban nem volt alkalmas hely az előadás megtartására (a korábban létesült Borrero Színház már megszűnt), néhány nap múlva a spanyol társulat visszakozott, mondván, ők csak „rendes” színházban lépnek fel, ahol adottak a kényelmi, akusztikai és higiéniai feltételek. Valószínűleg ennek az esetnek köszönhető, hogy komoly elhatározás született egy új színház felépítésére: ennek ünnepélyes alapkőletételére 1918. április 9-én került sor.
A színházat 1927. november 30-án avatták fel. Az olasz építészeti stílusok hatásait mutató épületet 1982-ben felvették a nemzeti műemlékek listájára. Történetének során híres fellépői között volt a Hindu Balett, a New York-i Balettszínház, a San Franciscó-i, a Grúz és a Guineai Balett, a Moszkvai Filharmónia, a Stockholmi Kvartett, a bécsi fiúkórus, a Bracale Opera, valamint Antonio María Valencia, Claudio Arrau, Marcel Marceau és Luis Bacalov is.

## Képek

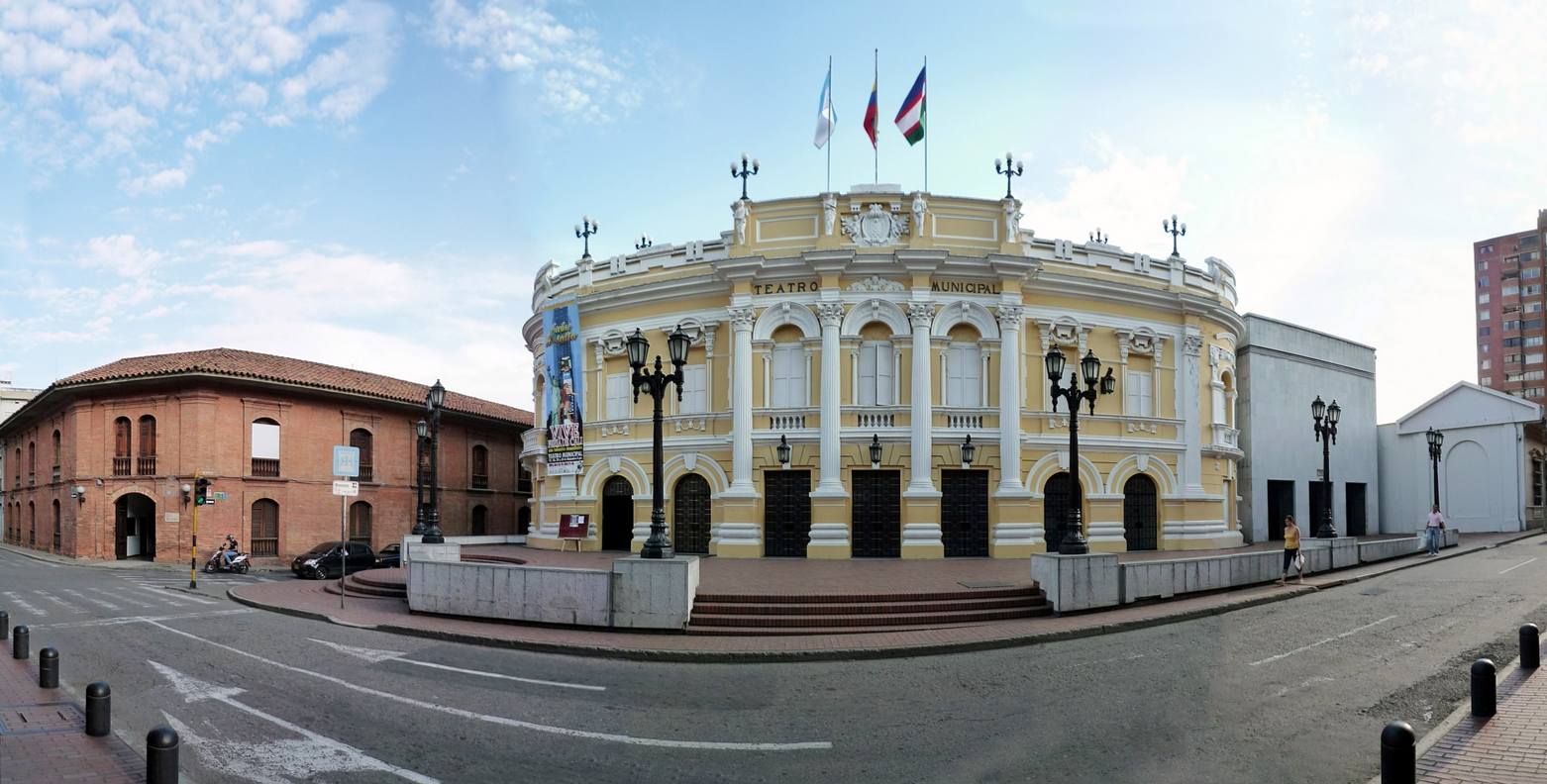
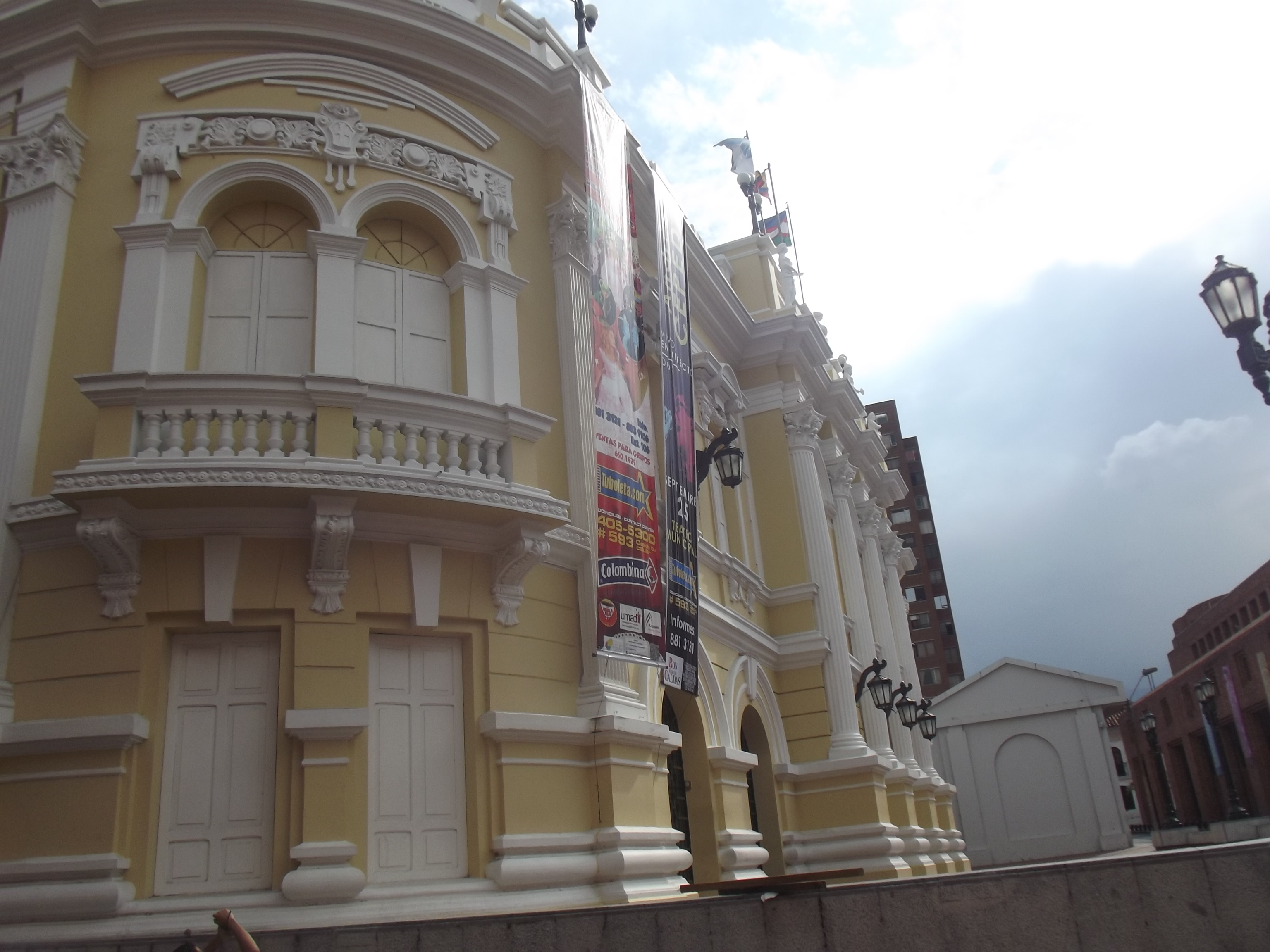
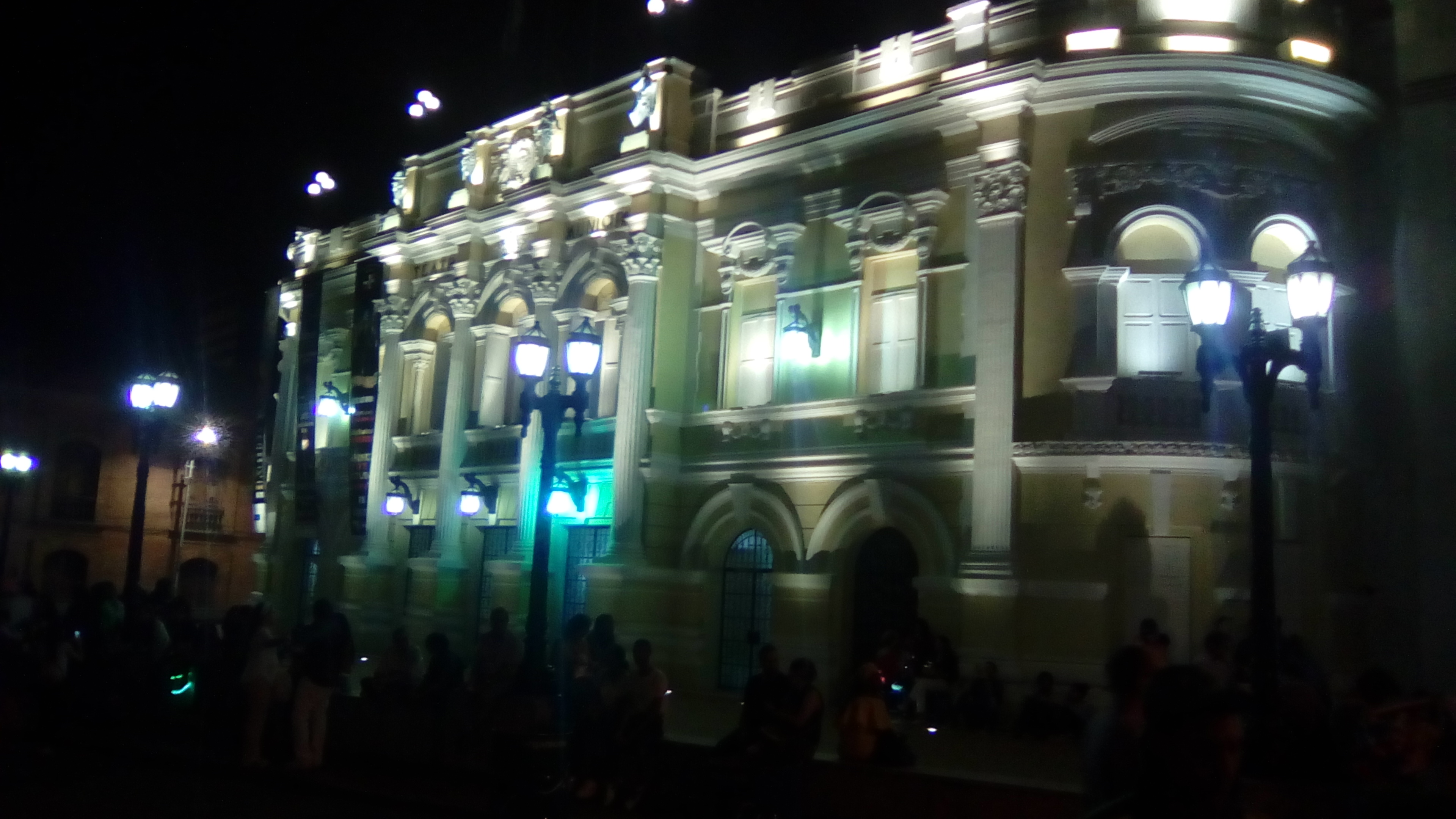
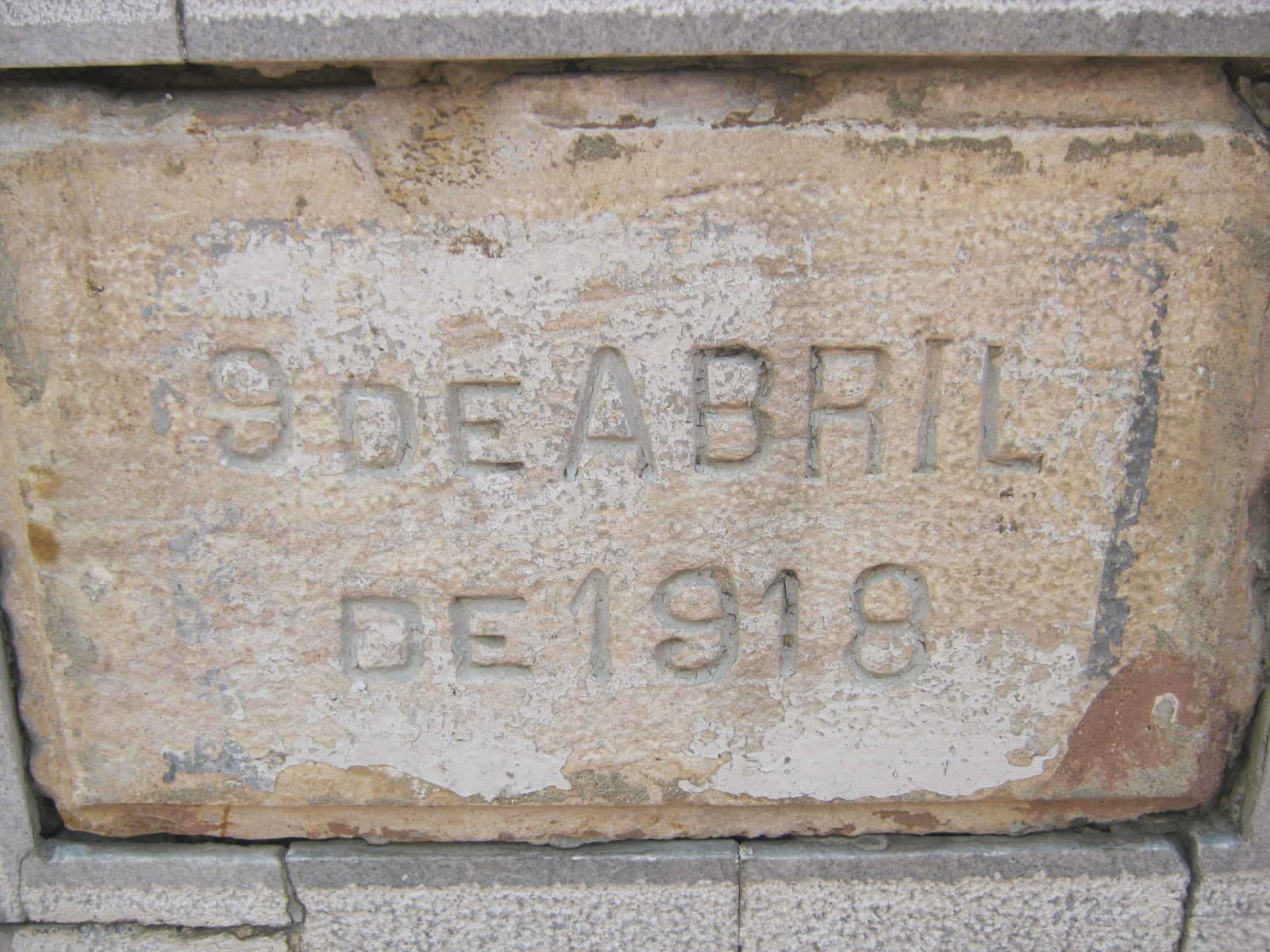